# Orquesta Filarmónica de Viena
La Orquesta Filarmónica de Viena (en alemán: Wiener Philharmoniker) es una orquesta sinfónica de Austria, considerada como una de las mejores del mundo.
La sede de sus abonos de conciertos está, desde 1870, en el Musikverein. Los miembros de la orquesta son escogidos de la Orquesta de la Ópera Estatal de Viena. Este proceso es muy largo, con cada músico probando su capacidad por un mínimo de tres años tocando para la Ópera y el Ballet. Una vez pasado este tiempo pueden solicitar a la Plana de la Wiener Philharmoniker ser considerados para obtener un puesto en la orquesta.

## Historia
Podemos rastrear los orígenes de la orquesta hasta 1842, cuando Otto Nicolai formó lo que llamó una "Academia Filarmónica"; se trataba de la primera orquesta profesional de Viena, independiente de las orquestas estables de los teatros. Nicolai, que desde 1841 era el director del Kärntnertortheater (el antecesor de la actual ópera estatal) presentó a su orquesta con motivo del primer concierto, como compuesta por "todos los miembros de la orquesta del Teatro de la Corte Imperial". Desde ese primer momento, se establecieron normas que siguen vigentes en la Filarmónica de Viena actual:
- Solo los músicos pertenecientes a la Orquesta de la Ópera de la Corte Imperial (actual Ópera Estatal) pueden pasar a formar parte de la Filarmónica de Viena.
- La Orquesta es artísticamente, financieramente y organizativamente autónoma, y las decisiones relativas a estos aspectos se toman de forma democrática en las asambleas en las que participan todos sus miembros.
- El funcionamiento del día a día es responsabilidad de un comité administrativo elegido por y entre los miembros de la orquesta.

El primer concierto de la Filarmónica tuvo lugar en la Redoutensaal del Palacio Imperial, el 28 de marzo de 1842.
Cuando Nicolai dejó Viena en 1847, la orquesta acusó la pérdida de él, que era su líder artístico y administrativo, y cesó su actividad hasta el 15 de enero de 1860, cuando Carl Eckert, director de la ópera de la Corte, organizó un concierto en el Kärntnertortheater que dio inicio a una nueva serie de "Conciertos Filarmónicos" por suscripción que no se ha interrumpido hasta la actualidad. A partir de ese momento se instauró el sistema de invitación a prestigiosos directores que se hacían cargo de todos los conciertos de una temporada. Este sistema se mantuvo hasta 1933.
Durante la etapa en la que Otto Dessoff se hizo cargo de la dirección de los Conciertos Filarmónicos (1860 - 1875), además de afianzar el repertorio de la orquesta, así como sus principales reglas de funcionamiento, se produjo el traslado a la sede definitiva, al principio de la temporada 1870/71, en el nuevo edificio de la Musikverein.
Entre 1875 y 1883 Hans Richter fue el director principal,y la orquesta ofreció bajo su dirección los estrenos de las Segunda y Tercera sinfonías de Brahms, además de la 3ª, 4ª, 6º y 8º sinfonías de Bruckner (1877), (1888), (1899), (1892). Bajo su dirección, la orquesta alcanzó su prestigio internacional, y afianzó su sólida tradición interpretativa.
Gustav Mahler tomó el puesto de 1898 a 1901, y bajo su dirección la orquesta hizo giras fuera de Austria por primera vez (en la Exposición Universal de París (1900)). Después de que Mahler dejara la Filarmónica y la ópera, asumieron el puesto Felix von Weingartner (1908–27), Wilhelm Furtwängler (1927–30) y Clemens Krauss (1930–33). A partir de 1933, desde que se abandonó el sistema de suscripción, la orquesta dejó de tener un único director titular, aunque Furtwängler se convirtiera de hecho en su director principal hasta su muerte en 1954. Durante la época del régimen nazi en Austria, desde 1938, la orquesta sufrió la persecución por parte de las autoridades de los artistas de origen judío, de la misma forma que la Ópera Estatal. A pesar de los esfuerzos del propio Furtwängler, que consiguió la anulación de varios expedientes de expulsión, la orquesta tuvo que lamentar la muerte de seis de sus miembros, de origen judío, en los campos de concentración.
Tras la Segunda Guerra Mundial, la orquesta continuó trabajando con los principales directores de orquesta de todo el mundo, que eran invitados a participar en los Conciertos Filarmónicos. Entre ellos han estado buen número de los directores más conocidos mundialmente, como Karl Böhm, Herbert von Karajan, Georg Solti, Erich Kleiber, Carlos Kleiber, Carlo Maria Giulini, Leonard Bernstein, Riccardo Muti, Claudio Abbado o Valery Gergiev.
Desde el año nuevo de 1941, la orquesta da un concierto dedicado a la música de la familia Strauss, y, en especial, a la de Johann Strauss (hijo): el Concierto de Año Nuevo de Viena.

## Sonido e instrumentos
El sonido característico de la Filarmónica de Viena puede ser atribuido en parte al uso de instrumentos y estilos de ejecución que son fundamentalmente diferentes que el usado por otras orquestas importantes:

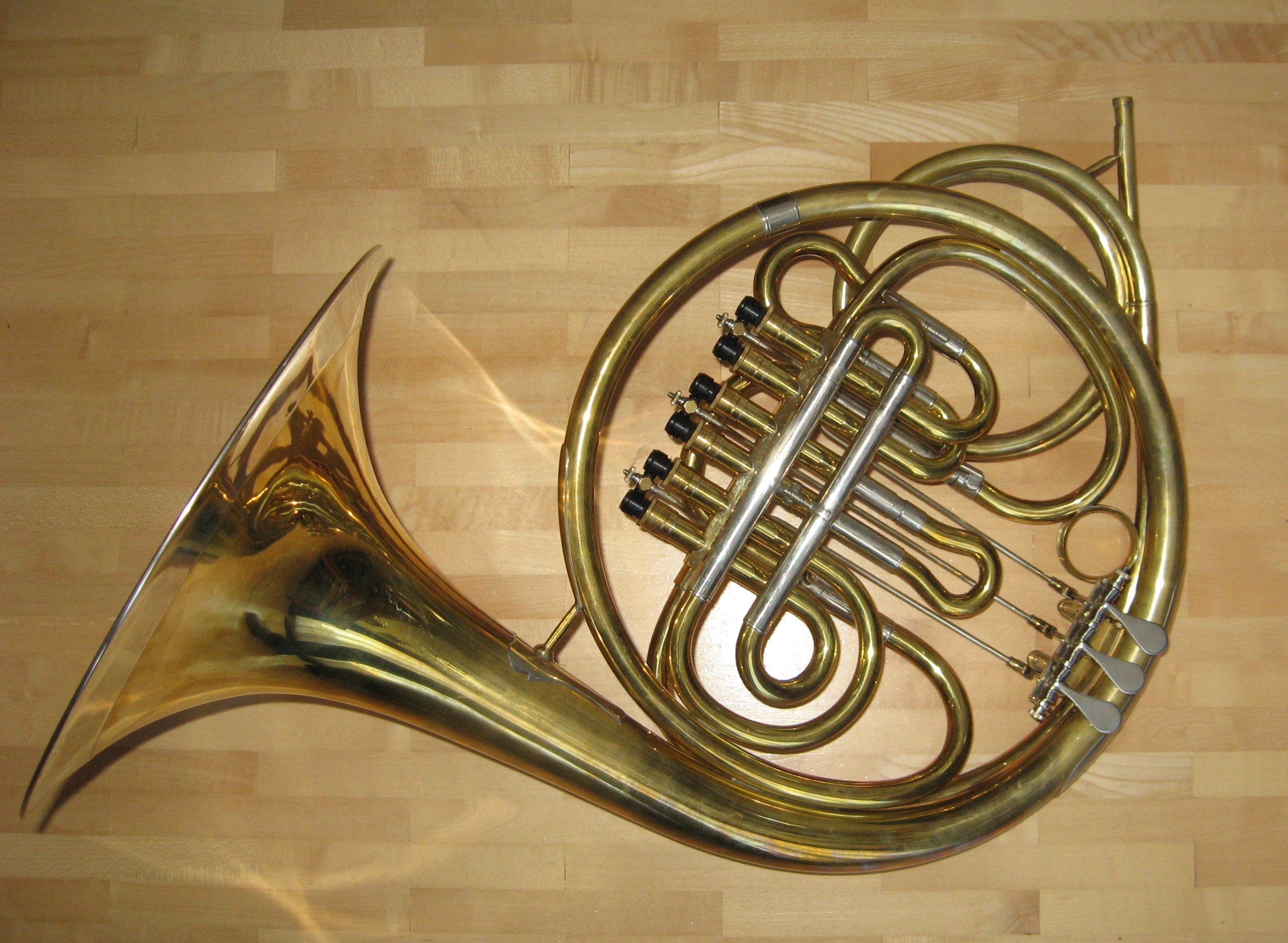
Trompa vienesa.

- El clarinete tiene un sistema de digitación diferente, y la embocadura tiene una forma característica, que requiere el uso de lengüetas especiales.
- El fagot es básicamente el modelo alemán, pero tiene combinaciones de digitación y lengüetas especiales.
- La trompeta tiene un sistema de válvulas de cilindro y medidas más estrechas.
- El trombón tiene un tubo más estrecho, y proporciona dinámicas y colores más variados. La tuba tiene diferentes digitaciones y sistema de válvulas.
- El timbal usa cuero natural de chivo en lugar del cuero sintético. La afinación es más precisa, porque se realiza con mandos manuales, en lugar de con pedales. No se construyen a partir de chapa metálica, sino que se funden en molde.
- El contrabajo retiene la afinación natural del violín por quintas y la ubicación tradicional en el escenario en una fila detrás de los metales.
- El oboe vienés tiene tubo, medidas, lengüeta y sistema de digitación especiales. Es muy diferente del, por otro lado internacionalmente usado, oboe francés.
- La trompa en Fa vienesa es una variación de la trompa natural con un tubo en Fa insertado, de tal modo que pueda tocarse la escala cromática. El tubo es más largo y de menor diámetro, y la campana es también más estrecha que en la trompa francesa (trompa doble, en Fa y en Si bemol). También se caracteriza por su sistema de válvulas de doble pistón, en lugar de válvulas de cilindro. Estas válvulas tienen la ventaja de ofrecer un tono que no está tan pronunciadamente definido, y hace posible un ligado más suave entre notas. El sonido resultante es más rico en armónicos, apropiado para notas amplias y sostenidas y pasajes ligados, mientras que dificulta al intérprete las notas cortas y definidas (stacatto), o los pasajes rápidos, al exigir una mayor potencia del flujo de aire, debido a la longitud y estrechez del tubo.[3]

A lo largo de la historia, algunos instrumentos han quedado en desuso, y se han perdido para la tradición instrumental de la orquesta. Este es el caso de la flauta vienesa, que se seguía utilizando a finales del siglo XIX, y que Gustav Mahler, durante su época de director de la Staatsoper, erradicó de la misma, sustituyéndola por la más brillante y de mayor sonido flauta Böhm, contratando incluso instrumentistas holandeses, expertos en el uso de este instrumento. Mahler estimaba que el sonido de la flauta vienesa no era suficiente para destacar en medio de la densa instrumentación de las óperas y obras sinfónicas posteriores a Wagner, incluyendo sus propias sinfonías.
Estos instrumentos (que en su mayor parte solo se utilizan en algunas orquestas austriacas o vienesas, y, en algún caso, solo en la Filarmónica de Viena) y sus característicos colores sonoros han sido el objeto de estudios científicos por el Profesor Asociado Magíster Gregor Widholm del Instituto para Cultura Musical de la Academia para la Música y Artes Escénicas.

## Controversias por sexismo y racismo

### Contexto
La Filarmónica de Viena no aceptó a mujeres músicos como miembros permanentes hasta 1997, mucho más tarde que orquestas comparables (de las otras orquestas clasificadas entre las cinco mejores del mundo por la revista Gramophone en 2008, la última en nombrar a una mujer para un puesto permanente fue la Filarmónica de Berlín, que lo hizo en 1982.) En febrero de 1996, el primer flautista Dieter Flury le declaró a Westdeutscher Rundfunk que aceptar mujeres sería "jugar con la unidad emocional (emotionelle Geschlossenheit) que este organismo tiene actualmente". En abril de 1996, el secretario de prensa de la orquesta escribió que "compensar las licencias de maternidad esperadas era un problema que "aún no ven cómo controlar" en las consultas en curso con el Ministerio de la Mujer de la República de Austria sobre las mujeres en la orquesta.
En 2013, formaban parte de la seis mujeres; una de ellas, la violinista Albena Danailova, se convirtió en una de las concertinas de la orquesta en 2008, la primera mujer en ocupar ese puesto. En enero de 2005, la directora australiana Simone Young se convirtió en la primera mujer en dirigir la Filarmónica de Viena. A fines de diciembre de 2012, la cuestión del equilibrio de género seguía siendo una preocupación en Austria: la Radio Austriaca ORF señaló que las mujeres todavía representaban solo el 6% de los miembros de la orquesta, en comparación con el 14% en la Filarmónica de Berlín, el 30% en la Orquesta Sinfónica de Londres y el 36% en la Filarmónica de Nueva York; reconoció el progreso, pero expresó su preocupación por que fuera demasiado lento. Por otro lado, citó al presidente de la VPO, Clemens Hellsberg, diciendo que la VPO ahora usa audiciones completamente a ciegas, simplemente elige "lo mejor que tenemos", lo que implica que la equidad de género total tomaría tiempo a medida que los miembros más antiguos se jubilen y los nuevos audicionen en condiciones neutrales en cuanto al género. (La Filarmónica de Viena no contratará a ningún músico mayor de 35 años y tiene una edad de jubilación obligatoria de 65 años; se requieren 30 años de servicio para recibir una pensión completa). En diciembre de 2019, había 15 mujeres.
Desde finales de los años 90 ha habido significativas protestas contra la mentalidad excluyente de la orquesta tanto por personalidades como por organizaciones, especialmente la Alianza Internacional de Mujeres en la Música (International Alliance for Women in Music) que ha impulsado campañas de denuncia.
Aunque la orquesta es ampliamente reconocida como una de las mejores del mundo, ha recibido ciertas críticas porque hasta 1997 no permitió que las mujeres fuesen miembros de pleno derecho en la orquesta (aunque algunas mujeres tocaron con la orquesta, no eran miembros de pleno derecho). En 1997 la primera mujer, la arpista Anna Lelkes, se hizo miembro después de tocar con la orquesta como "no-miembro" durante más de veinte años. Después del retiro de Lekles, Charlotte Balzereit, otra arpista, la reemplazó como la única integrante de la orquesta. Hasta noviembre de 2005, cuando Simone Young la dirigió, ninguna mujer había dirigido la orquesta.
En 2024 tiene 24 intérpretes femeninas entre 145 miembros con tres vacantes mientras realiza una gira por Estados Unidos.

### Cronología
Históricamente, la orquesta no ha aceptado a miembros que visiblemente pertenecieran a minorías étnicas, aunque no hubiera ninguna norma escrita al respecto. No obstante, en 2001, un violinista que era medio asiático fue aceptado como miembro.
Algunas personas asociadas con la organización han sido criticadas por decir lo importante que es mantener la uniformidad étnica de la orquesta (es decir, europeos blancos) para mantener los altos estándares de ejecución. El violinista judío Fritz Kreisler fue dado de baja cuando solicitó un puesto en la sección de cuerdas, y aunque Gustav Mahler se convirtió del judaísmo al catolicismo un año antes de que fuese nombrado director, solo mantuvo el puesto por cuatro temporadas.
En 1970, Otto Strasser, un antiguo presidente de la Filarmónica de Viena, escribió en sus memorias:
«Sostengo lo incorrecto que es que hoy en día los aspirantes toquen detrás de una pantalla; una disposición que se hizo después de la Segunda Guerra Mundial para poder asegurar juicios objetivos. Luché continuamente contra aquella, especialmente después de que fui nombrado presidente de la Filarmónica, porque estoy convencido de que el artista no sólo es parte de la persona, a quien no solo debemos escuchar, sino también ver, para juzgarlo en su completa personalidad [... ] Incluso una grotesca situación que sucedió después de mi retiro no pudo revertir la situación. Un aspirante fue calificado como el mejor, y al levantar la pantalla, allí estaba de pie un japonés ante el atónito jurado. Sin embargo, no fue contratado porque su cara no encajaba con la 'Pizzicato-Polka' del Concierto de Año Nuevo».
En febrero de 1981 se menciona por primera vez en titulares de la prensa austríaca la exclusión de las mujeres en la orquesta: “La puerta está abierta: un bastión del dominio masculino está a punto de caer”
En agosto de 1995 varias diputadas del Parlamento austríaco convierten la exclusión de las mujeres de la orquesta en una cuestión política.
El 15 de noviembre de 1996: Monique Buzzarte, trombonista de la ciudad de Nueva York, crea un sitio web en Internet titulado “Zap the VPO” (Ataquemos a la VPO), con lo que consigue apoyo para las protestas por los inminentes conciertos de la orquesta en Estados Unidos.
El primer flautista en la Filarmónica de Viena dijo en una entrevista transmitida por radio en 1996:
«Desde el inicio hemos hablado de las cualidades especiales vienesas, de la manera que se hace aquí la música. Esa manera no es solamente una capacidad técnica, sino también algo que tiene mucho ver con el alma. El alma no deja de estar separada de las raíces culturales que tenemos aquí en Europa central. Y tampoco se puede permitir que sea separado del género. Así que si uno piensa que el mundo debe funcionar por cuotas de género, entonces naturalmente es irritante que seamos un grupo de músicos masculinos blancos “rapados”, que tocan exclusivamente la música de compositores masculinos blancos “rapados”. Es una irritación racista y sexista. Creo que uno debe considerarlo de ese modo. Si se establece una igualación superficial, se perderá algo muy significativo. Por tanto, estoy convencido de que es un mérito aceptar esta irritación racista y sexista, porque algo generado por una comprensión superficial de los derechos humanos no tendrá los mismos estándares».
En enero de 1997 el director de la Ópera Estatal de viena ordena que las audiciones estén abiertas  a las mujeres en la orquesta de la Ópera Estatal, de la que se eligen los miembros de la filarmónica.
El 20 de febrero de 1997, Werner Resel, presidente de la Filarmónica de Viena, dice que la orquesta debería disolverse en lugar de ceder a la presión para admitir mujeres.
El 27 de febrero de 1997: La Filarmónica de Viena acepta admitir mujeres el día de su gira internacional que la llevará a la ciudad de Nueva York y Costa Mesa.
La Alianza Internacional de Mujeres en la Música denuncia que en 2003, un miembro de la orquesta comentó en una entrevista en una revista:
«Tres mujeres ya es mucho. Cuando tengamos un veinte por ciento la orquesta estará arruinada. Hemos cometido una gran equivocación (mistaken, sic), y lo lamentaremos amargamente».
La orquesta ha rechazado emplear las audiciones totalmente ciegas, donde se juzgan a los músicos detrás de una pantalla para poder juzgar su calidad objetiva sin consideración alguna de prejuicios sexistas y racistas. La gran mayoría de las demás orquestas importantes emplean las audiciones ciegas.
No fue hasta 2011, cuando Albena Danailova se incorporó como primera mujer concertino.
El 1 de enero de 2025 por primera vez en 85 años de historia del Concierto de Año Nuevo la orquesta interpretó una composición de una mujer: Fernandus-Walzer (1848) de Constanza Geiger.

## Directores

### Directores por subscripción (1842-1933)
La Filarmónica de Viena nunca ha tenido directores titulares. Cada año elegían un artista para dirigir todos los conciertos de la respectiva temporada en el Musikverein de Viena. Estos directores se conocían como Abonnementdirigenten (Directores por Subscripción) pues dirigían todos los conciertos incluidos en los abonos de la Filarmónica en el Musikverein. Algunos de esos contratos anuales se renovaban por varios años, otros han durado solo unos pocos años. Al mismo tiempo la Filarmónica de Viena también trabajaba con otros directores, por ejemplo para el Festival de Salzburgo, para grabaciones u ocasiones especiales. Con la ampliación de las actividades de la Filarmónica la orquesta decidió abandonar este sistema en 1933. Desde entonces solo hay directores invitados para cada concierto, tanto en Viena como en otras partes.
| - Carl Otto Nicolai (1842–1848) - Carl Eckert (1854–1857) - Felix Otto Dessof (1860–1875) - Wilhelm Jahn (1882–1883) - Hans Richter (1883–1898) | - Gustav Mahler (1898–1901) - Josef Hellmesberger (hijo) (1901–1903) - Felix Weingartner (1908–1927) - Wilhelm Furtwängler (1927–1930) - Clemens Krauss (1929–1933) |

### Directores invitados (desde 1933)

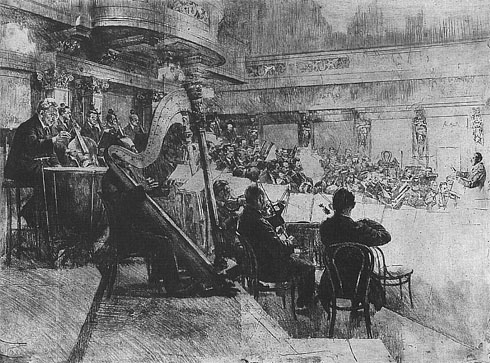
La Filarmónica en la Musikverein, dirigida por Weingartner en 1926. Grabado de Ferdinand Schmutzer.

| - Claudio Abbado - Volkmar Andreae - Ernest Ansermet - Sir John Barbirolli - Daniel Barenboim - Leonard Bernstein - Boris Blacher - Herbert Blomstedt - Karl Böhm - Pierre Boulez - Fritz Busch - Riccardo Chailly - André Cluytens - Colin Davis - Christoph von Dohnányi - Gustavo Dudamel - Peter Eötvös - Christoph Eschenbach - János Ferencsik - Adam Fischer - Ferenc Fricsay - Wilhelm Furtwängler - John Eliot Gardiner - Daniele Gatti - Valeri Gérgiev - Carlo Maria Giulini - Emmanuelle Haïm - Nikolaus Harnoncourt - Bernard Haitink - Pablo Heras-Casado - Mariss Jansons - Eugen Jochum - Philippe Jordan - Herbert von Karajan - Joseph Keilberth - István Kertész - Erich Kleiber - Carlos Kleiber - Hans Knappertsbusch - Josef Krips - Rafael Kubelík - Erich Leinsdorf - James Levine | - Lorin Maazel - Charles Mackerras - Zubin Mehta - Dimitri Mitropoulos - Pierre Monteux - Riccardo Muti - Andris Nelsons - Václav Neumann - Yannick Nézet-Séguin - Roger Norrington - Eugene Ormandy - Andrés Orozco-Estrada - Seiji Ozawa - Antonio Pappano - Kirill Petrenko - Georges Prêtre - André Previn - Simon Rattle - Mstislav Rostropóvich - Wolfgang Sawallisch - Carl Schuricht - Giuseppe Sinopoli - Stanisław Skrowaczewski - Tugan Sokhiev - Georg Solti - Horst Stein - Richard Strauss - Hans Swarowsky - George Szell - Christian Thielemann - Arturo Toscanini - Marcello Viotti - Bruno Walter - Franz Welser-Möst - Simone Young |

## Selección de grabaciones
- Beethoven, Sinfonía n.º 3 dirigida por Erich Kleiber (1955), Wilhelm Furtwangler (1953) o por Felix von Weingartner (1936).
- Beethoven, Sinfonía n.º 5 y Sinfonía n.º 7 dirigidas por Carlos Kleiber (1974/75).
- Beethoven, la novena sinfonía dirigida por Karl Böhm (1980), Furtwängler (1951 y 1953), Erich Kleiber (1952) o Bruno Walter (1955).
- Beethoven, el ciclo completo de las nueve sinfonías ha sido grabado por Hans Schmidt-Isserstedt (1965-1969), Karl Böhm (1970-1975), Leonard Bernstein (1977-1979), Claudio Abbado (1985-1988), Simon Rattle (2002) o Christian Thielemann (2010).
- Beethoven, los cinco conciertos para piano han sido grabados con Vladimir Ashkenazy (1983), Alfred Brendel (1998), Maurizio Pollini (1976-1982), Krystian Zimerman (1989-1991) y Rudolf Buchbinder (2011).
- Brahms, Sinfonía n.º 2 dirigida por Wilhelm Furtwangler (1945).
- Brahms, Sinfonía n.º 4 dirigida por Carlos Kleiber (1980).
- Brahms, las cuatro sinfonías han sido grabadas, entre otros, por Leonard Bernstein (1981), Karl Böhm (1975), John Barbirolli (1967), Rafael Kubelík (1957) o Carlo Maria Giulini (1989-1991).
- Brahms, conciertos completos grabados por Leonard Bernstein, con Krystian Zimerman, Gidon Kremer y Mischa Maisky (1982-1984).
- Brahms, los dos conciertos para piano interpretados por Maurizio Pollini, y dirigidos por Karl Böhm (1979) y Claudio Abbado (1976).
- Brahms, el concierto para piano n.º 2, con Wilhelm Backhaus, dirigido por Karl Böhm (1967).
- Brahms, el Réquiem alemán fue grabado varias veces por Herbert von Karajan (1947, 1957, 1983 y 1985), pero también hay grabaciones de Carlo Maria Giulini (1987) y Nikolaus Harnoncourt (2007).
- Bruckner, Sinfonía n.º 4 dirigida por Karl Böhm (1973). También grabó las sinfonías 3 (1970), 7 y 8 (1976).
- Bruckner, sinfonías 7, 8 y 9 dirigidas por Carlo Maria Giulini (1986, 1984 y 1988).
- Bruckner, sinfonías n.º 3 (1965), 5 (1963), 8 (1963) y 9 (1961) dirigidas por Carl Schuricht.
- Bruckner, las sinfonías 7 y 8 dirigidas, al final de su vida, por Herbert von Karajan (1989 y 1988).
- Bruckner, la sinfonía n.º 1 fue una de las primeras grabaciones que dieron a conocer a Claudio Abbado (1969). Posteriormente la volvió a grabar (1996), junto con las sinfonías 4 (1990), 5 (1993), 7 (1992) y 9 (1992).
- Bruckner, sinfonías 3 (1988), 4 (1985), 5 (1988) y 8 (1995) dirigidas por Bernard Haitink. Nikolaus Harnoncourt dejó grabaciones de las sinfonías 5 (2004), 7 (1999) y 9 (2002). Bernstein solo grabó la novena (1990).
- Dvořák, las sinfonías 7, 8 y 9 dirigidas por Lorin Maazel (1982-1985). Las sinfonías 8 y 9 fueron también grabadas por Herbert von Karajan (1961 y 1985) y Seiji Ozawa (1992), y Rafael Kubelík grabó la 7 y la 9 (1956).
- Dvořák, la sinfonía del nuevo mundo (sinfonía n.º 9) fue grabada por Kertész (1961), Böhm (1978) y Kondrashin (1979).
- Holst, The Planets, dirigida por Herbert von Karajan (1961).
- Jachaturián, selecciones de Spartacus y Gayaneh dirigidas por Aram Jachaturián (1962).
- Mahler, La Canción de la Tierra (Das Lied von der Erde) con Kathleen Ferrier y Julius Patzak, dirigida por Bruno Walter (1952). También grabada por Leonard Bernstein, con James King y Dietrich Fischer-Dieskau (1966).
- Mahler, las sinfonías completas dirigidas por Lorin Maazel (1982-1989).
- Mahler, sinfonías n.º 2, 3, 5 y 6 dirigida por Pierre Boulez (1996-2005). Claudio Abbado grabó las n.º 2, 3, 4 y 9 entre 1977 y 1992.
- Mahler, sinfonías n.º 5, 6 y 8 dirigidas por Leonard Bernstein (1987, 1988 y 1975). Previamente había grabado en video (DVD) un ciclo casi completo (salvo la segunda) de las sinfonías (1971-1976).
- Mahler, Sinfonía n.º 9 dirigida por Bruno Walter (1935).
- Mozart: Sinfonías n.º 25, 29, 35 y 36 dirigidas por Leonard Bernstein, también grabadas con István Kertész
- Mozart: Sinfonías n.º 33, 39 y 40 dirigidas por István Kertész
- Mozart: Sinfonías n.º 38-41 dirigidas por Karl Böhm, también grabadas con Leonard Bernstein
- Mozart: Sinfonías n.º 1-41 dirigidas por James Levine
- Mozart, Las bodas de Fígaro dirigida por Herbert von Karajan (1950 y 1978), Erich Kleiber (1955), Erich Leinsdorf (1958), Claudio Abbado (1994) y Nikolaus Harnoncourt (2006).
- Mozart, Don Giovanni dirigida por Josef Krips (1955), Wilhelm Furtwängler (1950 , 1953 o 1954), Karl Böhm (1977) o Riccardo Muti (1990). En video por Furtwangler (1954) y Karajan (1987).
- Mozart, La flauta mágica dirigida por Herbert von Karajan (1950), Karl Böhm (1955), Georg Solti (1969 y 1990) o James Levine (1980).
- Mozart, el Réquiem ha sido grabado por Karl Böhm (1955 y 1971), Herbert von Karajan (1986), István Kertész (1965), Josef Krips (1950), Georg Solti (1991) o Bruno Walter (1956).
- Puccini, Tosca, Madama Butterfly y Turandot, dirigidas por Herbert von Karajan (1962, 1974 y 1981).
- Schubert, el ciclo completo de las sinfonías dirigidas por István Kertész (1963-1971) y por Riccardo Muti (1986-1993).
- Schubert, Sinfonía n.º 8 dirigida por Carl Schuricht (1956), Otto Klemperer (1968) o Carlos Kleiber (1978).
- Schubert, Sinfonía n.º 9 dirigida por Georg Solti (1981).
- Schumann, las cuatro sinfonías fueron grabadas por Georg Solti (1969), Zubin Mehta (1976-1981), Leonard Bernstein (1984-1985) y Riccardo Muti (1993-1995). Giuseppe Sinopoli hizo una grabación de la segunda (1983) y Karl Böhm (1978) y Herbert von Karajan (1987) de la cuarta.
- Shostakovich, las sinfonías 5 y 9 fueron grabadas por Georg Solti (1993 y 1990) y las 6 y 9 por Leonard Bernstein (1985 y 1986).
- Sibelius, sinfonías 1, 2, 5 y 7 dirigidas por Leonard Bernstein (1986-1990). Lorin Maazel grabó también el ciclo sinfónico completo (1963-1968).
- Smetana, el ciclo Má vlast dirigido por Rafael Kubelik (1958) o James Levine (1986).
- Johann Strauss (hijo) y la familia Strauss, composiciones grabadas en el tradicional Concierto de Año Nuevo dirigidas por Herbert von Karajan, Claudio Abbado, Carlos Kleiber, Lorin Maazel, Willi Boskovsky, Nikolaus Harnoncourt, Riccardo Muti, Mariss Jansons, Franz Welser-Möst, etc.
- Richard Strauss, Also sprach Zarathustra, dirigido por Herbert von Karajan (1959) o por Clemens Krauss (1950).
- Strauss, Ein Heldenleben, dirigido por Karl Böhm (1976), Georg Solti (1978) o Christian Thielemann (2002).
- Strauss, Der Rosenkavalier, dirigido por Erich Kleiber (1954), Hans Knappertsbusch (1955), Karl Böhm (1969), Herbert von Karajan (1983), Leonard Bernstein (1971) o Georg Solti (1968) (que también grabó Salomé (1961), Elektra (1966) y Die Frau ohne Schatten (1989)).
- Strauss, Die Frau ohne Schatten dirigida por Karl Böhm (1955 y 1977).
- Strauss, Salomé y Elektra, grabadas en video por Karl Böhm (1974 y 1981).
- Chaikovski, las sinfonías 4, 5 y 6, dirigidas por Valery Gergiev (1998-2004), Rafael Kubelík (1960) o Herbert von Karajan (1984). Lorin Maazel grabó también las seis sinfonías (1964) y la Sinfonía Manfredo (1971). Claudio Abbado grabó las sinfonías 4 y 6 (1975 y 1973) y Jean Martinon la n.º 6 (1958).
- Verdi, Aida (1959 y 1979), Otello (1961), Il Trovatore (1962), Falstaff (1980) y Un ballo in maschera (1989) dirigidos por Herbert von Karajan.
- Verdi, la Misa de Requiem ha sido grabada por Claudio Abbado (1991), Herbert von Karajan (1984), Nikolaus Harnoncourt (2004), Fritz Reiner (1960) o Georg Solti (1967).
- Wagner, La valquiria, primer acto, dirigido por Bruno Walter (1935) o por Hans Knappertsbusch (1957 y 1963). Solti grabó el tercer acto en 1957, previamente a su integral de El Anillo.
- Wagner, La valquiria (completa), dirigida por Wilhelm Furtwangler (1954).
- Wagner, Der Ring des Nibelungen, dirigida por Georg Solti (1958-1965), votada en la Gramophone Magazine como la mejor grabación clásica del siglo. Solti también grabó con la orquesta Parsifal (1971), Lohengrin (1985), Tannhäuser (1970), Tristan e Isolda (1960) y Los Maestros cantores (1975).
- Wagner, Lohengrin, dirigido por Rudolf Kempe (1962). También grabado por Claudio Abbado (1991).
- Wagner, Los maestros cantores de Núremberg, dirigido por Hans Knappertsbusch (1950).